# Giacomo Martina
Giacomo Martina, (Trípoli, 12 de dezembro de 1924 – Roma, 6 de fevereiro de 2012) foi um padre jesuíta. Foi professor de História da Igreja na Pontifícia Universidade Gregoriana, em Roma. É autor de várias obras sobre História da Igreja, entre as quais uma importante obra sobre Pio IX, assim como de estudos sobre os mais recentes acontecimentos do mundo católico.